# إم إس سمفوني أوف ذا سيز
إم إس سمفوني أوف ذا سيز (بالإنجليزية: Symphony of the Seas)‏، أي باللغة العربية نغم أو سمفونية البحار، هي سفينة بحرية سياحية تملكها شركة رويال كاريبيان إنترناشيونال،
دخلت الخدمة في مارس 2018. تتسع السفينة المكونة من 18 طابقا لـــ 6680 راكبا و 2200 من الطاقم. بنيت في سنة ونصف في حوض السفن في سان نازير، فرنسا التابع شانتيي دو لاتلونتيك، وتعد السفينة الرابعة من فئة أوايسيس المملوكة لرويال كاريبيان.
وتم تسليم السفينة بعد انتهاء أعمال البناء في عام 2017، وتزيح سفينة إم إس هارموني أوف ذا سيز التي بنيت بحمولة هائلة تقدر ب (226 جي تي) عن الصدارة، لتصبح بذلك أكبر سفينة سياحية في العالم في عام 2018.

## نبذة تاريخية

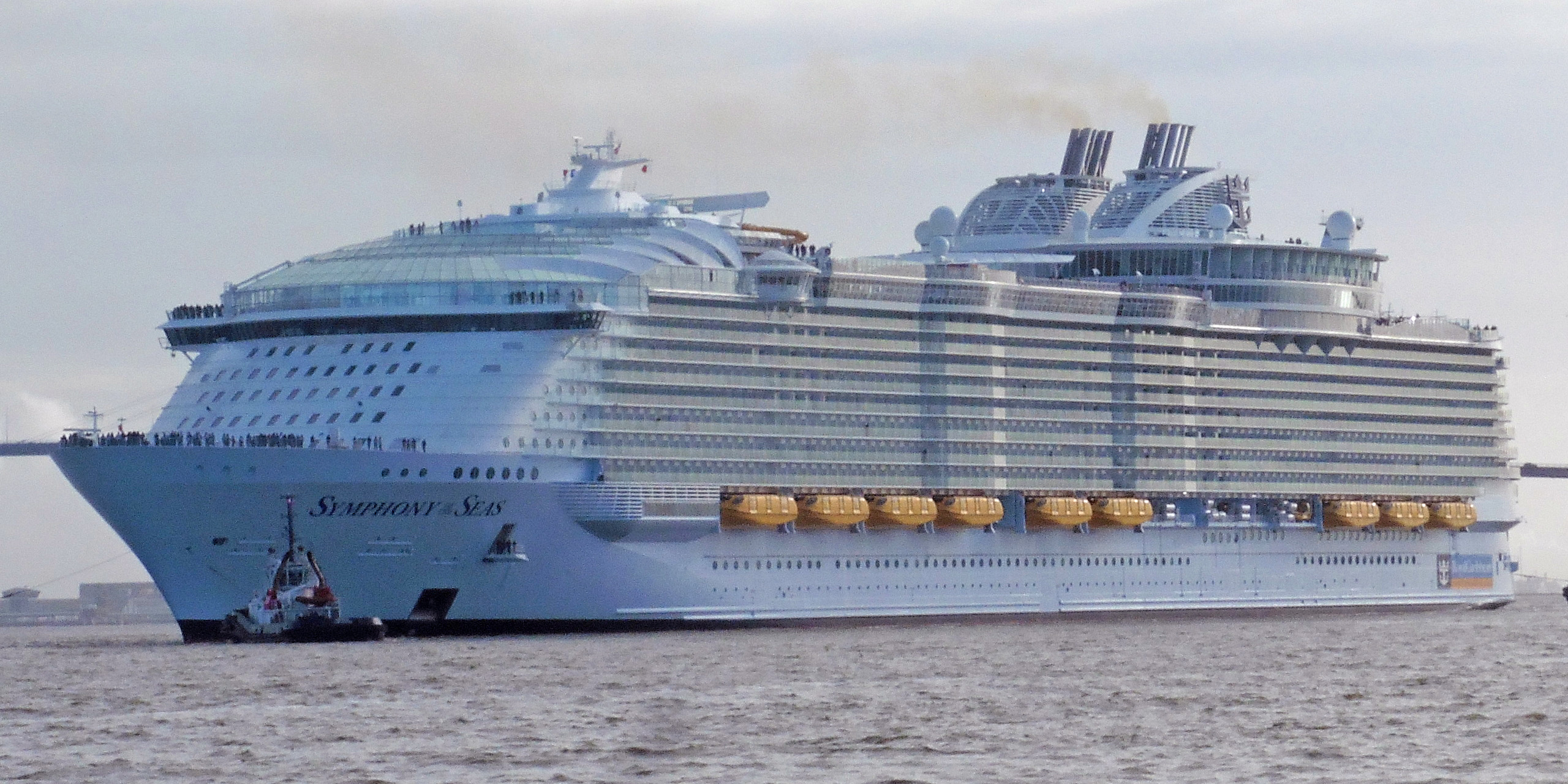
إم إس سمفوني أوف ذا سيز في سان نازير، فرنسا.

يبلغ طول سمفوني أوف ذا سيز 361.011 مترًا (1184 قدمًا) ويبلغ إجمالي حمولتها 228.081 في 18 طابقًا. وهي قادرة على استيعاب 5,518 راكبًا في إشغال مزدوج بسعة قصوى تصل إلى 6680 راكبًا، بالإضافة إلى الطاقم البالغ 2200 شخص. تتضمن السفينة 16 طابقًا لاستخدام الضيوف و 22 مطعمًا و 4 حمامات سباحة و 2759 كابينة.
سمفوني أوف ذا سيز أطول بنحو 30 مترًا (98 قدمًا) من أكبر السفن العسكرية التي تم بناؤها على الإطلاق وهي حاملات الطائرات الأمريكية من فئة نيميتز. تشمل المرافق متنزهًا مائيًا للأطفال وملعبًا لكرة السلة بالحجم الكامل وحلبة للتزلج على الجليد وحبل للاتزلاق بارتفاع 10 طوابق ومسرحًا يتسع لـ 1400 مقعدًا ومسرحًا مائيًا في الهواء الطلق مع منصات للغطس ذات ارتفاع أولمبي ومسبحان بطول 43 قدمًا.وجدران للتسلق. وهناك أيضًا حديقة تحتوي على أكثر من 20000 من النباتات الاستوائية.
يتم تشغيل سمفوني أوف ذا سيز بواسطة ستة مجموعات تعمل بمحركات الديزل البحرية تتكون ثلاثة منها بمحركات 16 أسطوانة من صنع وارتسیلا 16V46D وثلاثة محركات 12V46D ذات 12 أسطوانة.
تتمكن بفضل التصميم الموفر للطاقة من تحقيق توليد طاقة بقدرة 85 ميجاوات مقابل 100 ميجاوات الموجودة عادةً في سفن من نفس الفئة. تتمثل إحدى ميزات التصميم الرئيسية في استخدام مصابيح الإضاءة الثبلية أو مصابيح الفلور لتجنب توليد الحرارة من المصابيح المتوهجة، وبالتالي تقليل الحمل على أنظمة تكييف الهواء. كما يتم تحقيق كفاءة إضافية في استخدام الطاقة المولدة باستخدام توربينات بخارية 2 ميجاوات لاستعادة الحرارة المفقودة من المحركات وتحويلها إلى طاقة لتشغيل جزء من خدمات الفندق على متن السفينة.
ولتسيير السفينة تستخدم سمفوني أوف ذا سيز ثلاثة محركات رئيسية من أزيبود تبلغ 20000 كيلو وات، وهي محركات دفع كهربائية. يتم تثبيت هذه المحركات أسفل مؤخرة السفينة وكل منها يقود مراوح دوارة بعرض 20 قدمًا. بالإضافة إلى المحركات الرئيسية الثلاثة، إضافة إلى أربعة محركات دفع للرسو، كل منها بقوة 5500 كيلووات أو 7380 حصانًا.
تتميز سمفوني أوف ذا سيز باستهلاكها وقودًا أقل بنسبة 25 % عن مثيلاتها من السفن الأخرى، وذلك بسبب تنفيذ نظام جديد يطلق فقاعات هواء صغيرة تحت الهيكل لتمكين السفينة من الانزلاق بسلاسة أكبر عبر الماء. تعمل طبقة الهواء أيضًا على تقليل الإضطراب الناتج من المراوح، مما يقلل من مستويات الجلبة والاهتزاز في الجزء الخلفي من السفينة.

## روابط خارجية
- الموقع الرسمي